# Locomotora de Vapor 040-2019

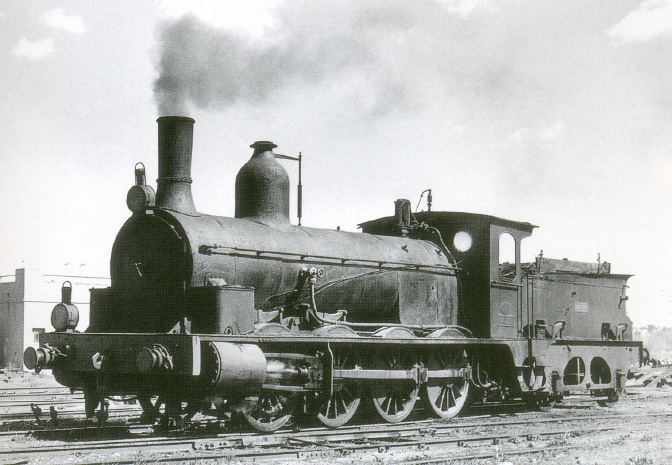
Imatge de la locomotora.

La Locomotora de vapor 040-2019 "Vilanova" és una locomotora fabricada per l'empresa Sharp & Steward a Manchester, al Regne Unit el 1879 - 1967 i que es troba conservada actualment al Museu del Ferrocarril de Catalunya, amb el número de registre 00014 d'ençà que va ingressar el 1981, com una donació de la companyia Tarragona a Barcelona y Francia; adquirida per MZA i posteriorment per Renfe.

## Història
Aquest tipus de locomotora no era gaire comuna a Europa, tot i que es va estendre molt per Espanya, cosa lògica en un país de relleu abrupte. En tenir tots els eixos motrius (units per bieles), tot el pes de la màquina és adherent.
Amb la seva adherència i una potència elevada, s'aconseguia una locomotora adient per al remolc de trens de mercaderies en qualsevol perfil. Naturalment, aquestes característiques tenien la contrapartida de sacrificar la velocitat.
La sèrie, les línies austeres de la qual delaten el seu origen britànic, fou adquirida per la companyia Tarragona a Barcelona y Francia (TBF) que passaria a la xarxa catalana de MZA. A partir de 1949, fou assignada al dipòsit de vapor de Vilanova i la Geltrú, on romangué fins que fou donada de baixa el 1967.

## Conservació
El seu estat de conservació és bo. El 1990-1991 es va fer una restauració integral de xapa i pintura.	